# Renata Zarębska
Renata Zarębska (ur. 1965) – polska aktorka, kaskaderka i artystka kabaretowa.

## Życiorys
Pierwszy raz pojawiła się na ekranie w 1982 roku, w filmie Jest mi lekko Kidawy, do którego nagrała także piosenkę. Cztery lata później nagrała tytułowy utwór do filmu Komedianci z wczorajszej ulicy.
W 1987 roku zagrała w filmie Do domu Janusza Zaorskiego, a następnie pojawiła się w roli Zofii Holszańskiej w serialu Królewskie sny. W 1989 roku ukończyła studia na PWST w Warszawie. Tuż po studiach wzięła udział w 10. Przeglądzie Piosenki Aktorskiej we Wrocławiu, a w 1990 roku zdobyła rozgłos, wykonując piosenkę „Noc z Renatą” podczas 27. KFPP w Opolu. Z utworem dotarła do trzeciego miejsca na liście Radiowa piosenka tygodnia w Programie I Polskiego Radia. Rok później pojawiła się w polsko-francuskim filmie wojennym Krzysztofa Rogulskiego Dzieci wojny.

## Filmografia
- 1983: Jest mi lekko – Renata
- 1988: Królewskie sny – Zofia (Sonka, żona Jagiełły)
- 1990: Do domu – Maryjka, żona młodego Gojnego, oraz babka, prababka i praprababka Szymona
- 1991: Dzieci wojny